# Titani(IV) hydride
Titan(IV) hydride (tên hệ thống là Tetrahydridotitan(IV)), là một hợp chất vô cơ có công thức hóa học TiH
4. Nó vẫn chưa được lấy với số lượng lớn, do đó các đặc tính của nó vẫn chưa được biết đến. Tuy nhiên, titan(IV) hydride đã được cô lập trong chất nền khí rắn. Dạng phân tử là một chất khí không màu và không ổn định, dễ bị nhiệt phân huỷ. Vì vậy, hợp chất không được đặc trưng tốt, mặc dù nhiều đặc tính của nó đã được tính toán thông qua hóa học tính toán.

## Phản ứng hoá học

### Điều chế
| + 2{\displaystyle {\ce {->}}}không khung |
| ---------------------------------------- |

### Phản ứng cộng hydro củatiten(TiH2)
| + {\displaystyle {\ce {->}}}không khung |
| --------------------------------------- |

### Phân huỷ
| không khung{\displaystyle {\ce {->}}}+ 2 |
| ---------------------------------------- |